# .hack//Alcor
.hack//Alcor est un manga japonais de Kanami Amou sorti en 2007 et appartenant à l'univers de .hack//G.U..